# Stenoglottis molweniensis
Stenoglottis molweniensis là một loài thực vật có hoa trong họ Lan. Loài này được G.McDonald ex J.M.H.Shaw mô tả khoa học đầu tiên năm 2007.